# Embrik Strand
Embrik Strand (2 de juny de 1876, Ål, Noruega – 1947, Riga, Letònia) va ser un naturalista, aracnòleg i entomòleg noruec. Va ser un autor molt prolífic i el 1918, després de 20 anys d'activitat, havia arribat a publicar 1.200 títols.
Va estudiar a la Universitat de Kristiania, actualment la Universitat d'Oslo. En la dècada del 1900 va ser contractat per recol·lectar espècimens d'insectes de Noruega. El seu material està en el museu de la Universitat, on va treballar com a cuidador des de 1901 a 1903. Posteriorment va treballar en diferents museus i universitats d'Alemanya; el 1923 va ser contractat com a professor de zoologia a la Universitat de Riga. Es considera el fundador de la zoologia a Letònia i va treballar allà durant la resta de la seva vida laboral.
Strand va ser autor de moltes publicacions sobre insectes i aranyes, descrivint més de cent noves espècies. Entre les aranyes destaca l'espècie Chromatopelma cyaneopubescens, una taràntula que viu des del nord de Veneçuela a Paraguai. Va editar entre 1910 i 1929, el Journal Archiv für Naturgeschichte i va ser un dels fundadors, el 1928, de la revista Folia zoologica & hydrobiologica. Pierre Bonnet senyala que el rècord de nous tàxons va ser dedicat a Strand. La col·lecció de Strand d'insectes i aranyes de Noruega es troba en el Museu Zoològic de la Universitat d'Oslo. Les seves espècies tipus estan en l'Institut Germà d'Entomologia i en el Museum für Naturkunde. Leif R. Natvig va elaborar una llista al Norwegian Entomological Journal sobre les publicacions d'Embrik Strand.

## Obra
- 1909. Beitrag zur Bienenfauna von Paraguai (Hym.). Deutsche Ent. Zeitschr. pàg. 227, 235
- 1910. Beitrage zur Kenntnis der Hymenopterenfauna von Paraguai.... VII. Apidae. Zool. Jahrb., Abt. Syst., vol. 29, pàg. 554-559
- 1911. Zur Kenntnis papuanischer und australischer Hymenopteren, insbesondere Schlupfwespen. Internatl. Ent. Zeitschr., vol. 5, p. 87
- 1911. Faunistische und systematische Notizen fiber afrikanische Bienen. Wiener Ent. Zeitg., vol. 30, pàg. 158-159
- 1911. Neue afrikanische Arten der Bienengattungen Anthophora:... und Trigona. Ent. Rundschau, vol. 28, p. 124
- 1912. Biologische Notiz uiber papuanische Trigonen. Internatl. Ent. Zeitschr., vol. 6, p. 11
- 1912. Zoologische Ergebnisse der Expedition des Herrn. G. Tessmann nach Suid- Kamerun und Spanisch-Guinea. Bienen. Mitt. Zool. Mus. Berlin, vol. 6, pàg. 311-312
- 1912. Apidae. In Friedrichs, Adolf, Wissenschaftliche Ergebnisse der Deutschen Zentral-Afrika-Expedition 1907-1908 unter Fiihrung von Adolf Friedrichs, Herzog zu Mecklenburg. Herausgegeben von Hermann Schubotz. Leipzig, vol. 3, Zoology 1, pàg. 163-165
- 1912. Zoologische Ergebnisse der Expedition des Herrn G. Tessmann nach S³d-Kamerun und Spanisch-Guinea. Lepidoptera. I. Archiv für Naturgeschichte, A.6: 139-197
- 1912. Zoologische Ergebnisse der Expedition des Herrn G. Tessmann nach S³d-Kamerun und Spanisch-Guinea. Lepidoptera. II. Archiv für Naturgeschichte, A.7: 112-148
- 1913. Zoologische Ergebnisse der Expedition des Herrn G. Tessmann nach S³d-Kamerun und Spanisch-Guinea. Trigonalidae. Mitteilungen aus dem Zoologischen Museum in Berlin, 6(3): 125-132.
- 1913. Zoologische Ergebnisse der Expedition des Herrn G. Tessmann nach S³d-Kamerun und Spanisch-Guinea. Lepidoptera. VI. Archiv für Naturgeschichte, A.7: 138-151.
- 1913. Zoologische Ergebnisse der Expedition des Herrn G. Tessmann nach S³d-Kamerun und Spanisch-Guinea. Lepidoptera. V. Archiv für Naturgeschichte, A.2: 10-26
- 1913. Zoologische Ergebnisse der Expedition des Herrn G. Tessmann nach S³d-Kamerun und Spanisch-Guinea. VII. Archiv f³r Naturgeschichte, A.12: 97-144
- 1914 . Zoologische ergebnisse der expetion des Herrn G. Tessmann nach S³d-Kamerun und Spanisch-Guinea. Lepidoptera. IX. Archiv für Naturgeschichte, 80(2): 44-93
- 1915. Einige exotische, insbesondere afrikanische Heterocera. Archiv für Naturgeschichte, 81(2): 129-134
- 1915. Ueber einige afrikanische Bienen des Deutschen Entomologischen Museums. Arch. Naturgesch., div. A, vol. 80 (1914), Núm. 9, p. 67
- 1916. Beitrige zur Systematik und insbesondere zur Verbreitung der Apidae. Ibíd., div. A, vol. 81 (1915), Núm. 11, p. 139
- 1919. Ueber elnige Apidae des Deutschen Entomologischen Museums. Ibíd., div. A, vol. 83 (1917), Núm. 11, pàg. 69-71